# Karino Hromin Sturm
Karino Hromin Sturm (Sibir, 22. listopada 1946.) - hrvatski ekonomist, publicist, diplomat i politolog
Rodio se u staljinističkom logoru u Sibiru, gdju su mu roditelji bili u zarobljeništvu nakon Drugog svjetskog rata. Tamo je proveo 11 godina. Na Ekonomskom fakultetu specijalizirao je međunarodne odnose, a zatim je završio Filozofski fakultet i magistrirao na njemu. Bio je sveučilišni profesor u Almatiju u Kazahstanu. Dugi niz godina uspješno se bavio međunarodnom trgovinom. 
Od raspada SSSR-a, početkom 1992. godine, vodio je u Moskvi Ured Republike Hrvatske, radio na priznanju Republike Hrvatske i uspostavi diplomatskih i konzularnih odnosa s Rusijom (i na otvaranju veleposlanstva u Moskvi), te na uspostavi odnosa s Tadžikistanom, Turkmenistanom, Uzbekistanom, Kazahstanom, Armenijom, Azerbajdžanom, Gruzijom i Kirgistanom. 
Godine 1995. otvorio je veleposlanstvo RH u Almatiju u Kazahstanu i djelovao kao veleposlanik Republike Hrvatske. Iz veleposlanstva je zastupao hrvatske interese na području država Srednje Azije do 1998. godine.
Napisao je "Političku Bibliju 1" na 1500 stranica, za koju je nominiran za književnu nagradu "Kiklop" 2011. u kategoriji "leksikografsko djelo godine". Bio je suradnik ekonomista dr. Branka Horvata.
Autor je "Strategije razvoja Republike Hrvatske". Predsjednik je ekonomskog pokreta "Zajedno", koji se zalaže za reviziju pretvorbe i privatizacije u Hrvatskoj, promjenu politike Hrvatske narodne banke i promjenu ekonomske strategije Hrvatske. Žestoki je protivnik neoliberalizma i Europske unije poznat po tvrdnji, da je međunarodna financijska oligarhija namjerno izazvala svjetsku krizu i uništila hrvatske banke.
Autor je doktrine Teorije Dužničkog ropstva koju je napisao 1994.godine s postocima koje su 2017. g. potvrdili MMF i Svjetska Banka. 

## Vanjske poveznice
- Karino Hromin Sturm: Strategija razvoja Republike Hrvatske  Arhivirana inačica izvorne stranice od 30. lipnja 2013. (Wayback Machine)